# Michał Feliks Wichliński
Michał Feliks Wichliński (ur. 23 maja 1882 w Piotrkowie Trybunalskim, zm. 9 maja 1960 w Gdańsku) – polski ślusarz i kupiec, poseł na Sejm Ustawodawczy oraz poseł na Sejm I kadencji.
Ojciec Franciszek Ksawery pracował jako ślusarz na Kolei Wiedeńskiej, był weteranem powstania styczniowego. Michał ukończył szkołę handlową w Warszawie. W wieku piętnastu lat wstąpił do „Związku Jaszczurczego” – tajnej organizacji młodzieży, dążącej do odbudowy Polski i kształcenia wzajemnego. W latach 1904–1906 odbył służbę wojskową w armii carskiej w Moskwie. Po powrocie przeniósł do Ciechanowa, dzięki rodzinnemu przygotowaniu do zawodu, otworzył warsztat mechaniczny. Po wybuchu wojny powołany został do armii carskiej, był zaledwie pół roku był na froncie. Resztę czasu służył przy szpitalu. Po wybuchu rewolucji został wiceprezesem Związku Wojennych Polaków w Petersburgu. Jesienią 1918 wrócił do Ciechanowa, otwierając powtórnie zakład. W pierwszych wyborach parlamentarnych które odbyły się 26 stycznia 1919, wybrany został z ramienia Chrześcijańskiej Demokracji posłem na Sejm Ustawodawczy. Na I kadencję sejmu 1922 – 1927 Wichliński wybrany został z ramienia Chrześcijańskiego Związku Jedności Narodowej. Od 1927 bezskutecznie kandydował do parlamentu. W marcu 1934 zrezygnował ze wszystkich dotychczasowych stanowisk, zwłaszcza związanych z chadecją, a następnie zgłosił akces do BBWR. W czasie II wojny światowej walczył w szeregach AK i trafił do Gdańska. Tam spędził ostatnie lata życia, dystansując się od spraw publicznych. Został pochowany na cmentarzu na Stogach.